# Askøy
Askøy är en tätort belägen på ön med samma namn i Askøy kommun i Vestland fylke i västra Norge. Tätorten, som definierats av Statistisk sentralbyrå, består av flera sammanväxta samhällen, som Erdal, Florvåg, Follese, Hetlevik, Kleppestø (administrativt centrum för Askøy kommun) och Strusshamn. Dessa utgör fortfarande egna postorter.
Askøy är via Askøybron, Norges näst längsta hängbro, förbundet med Bergen och kan anses som en förort till Bergen.